# Myctophum selenops
Myctophum selenops és una espècie de peix de la família dels mictòfids i de l'ordre dels mictofiformes.

## Morfologia
- Els mascles poden assolir 7,5 cm de longitud total.[4][5]

## Reproducció
Assoleix la maduresa sexual quan arriba als 5 cm de llargària.

## Hàbitat
És un peix marí i d'aigües profundes que viu entre 40-500 m de fondària.

## Distribució geogràfica
Es troba a l'Atlàntic.